# Теплообменник спиральный

Схема спирального теплообменника.

Теплообме́нник спира́льный - это теплообменник, в котором поверхность нагрева образуется двумя тонкими металлическими листами, приваренными к разделительной перегородке (керну) и свёрнутыми в виде спиралей.
Спиральные теплообменники – аппараты, состоящие из 2-х каналов прямоугольного сечения, образованных свернутыми в спирали двух листов металла. Листы служат поверхностями теплообмена. Внутренние концы спиралей соединены разделительной перегородкой, а расстояние между ними фиксируется штифтами. Изготавливают их вертикальными или горизонтальными с шириной спирали 0,2-1,5 м, поверхностью нагрева 3,2-100 м² и расстоянием между листами 8-12 мм. Предельное давление 1 МПа.
Достоинства – компактность, пониженное по сравнению с кожухотрубчатыми многоходовыми теплообменниками гидравлическое сопротивление.
Недостатки – сложность изготовления и ремонта, возможность применения при сравнительно низких давлениях теплоносителей, относительная сложность обеспечения герметичности

## Достоинства
Спиральные теплообменники отличаются компактностью, малыми гидравлическими сопротивлениями и значительной интенсивностью теплообмена при повышенных скоростях теплоносителей.

## Недостатки
Сложность изготовления и ремонта, а также невозможность их применения при давлении рабочих сред свыше 10 кгс/см².